# 郑州市金水区黄河路第一小学
郑州市金水区黄河路第一小学是中国河南省郑州市的一所小学，位于河南省郑州市金水区黄河路21号。

## 沿革
1942年学校创立，为金水区直属小学。